# Corynoptera praeforcipata
Corynoptera praeforcipata är en tvåvingeart som beskrevs av Werner Mohrig och Boris Mamaev 1987. Corynoptera praeforcipata ingår i släktet Corynoptera och familjen sorgmyggor. Arten är reproducerande i Sverige. Inga underarter finns listade i Catalogue of Life.